# Ayumu Watanabe
Ayumu Watanabe, noto anche con lo pseudonimo di Kakeru Watanabe (渡辺 歩?, Watanabe Ayumu; Tokyo, 3 settembre 1966), è un regista e animatore giapponese.

## Filmografia

### Regista

#### Lungometraggi
- Doraemon - The Movie: Il dinosauro di Nobita (2006)
- Doraemon: Nobita to midori no kyojinden (2008)
- Uchuu kyoudai#0 (2014)
- I figli del mare (2019)
- La fortuna di Nikuko (2021)

#### Cortometraggi
- Doraemon: Nobita no kekkon zen'ya (1999)
- Doraemon: Obā-chan no omoide (2000)
- Ōkii ichinensei to chiisana ninensei (2014)

#### Serie televisive
- Uchu kyodai - Fratelli nello spazio (2012)
- Nazo no kanojo X (2012)
- Danchi Tomoo (2013)
- Kanojo ga Flag wo Oraretara (2014)
- Ace Attorney (2016)
- Come dopo la pioggia (2018)
- Gurazeni (2018)

#### OAV
- Nazo no Kanojo X: Nazo no Natsu Matsuri (2012)